# Serghei Lașcencov
Serghei Lașcencov (ur. 24 marca 1980 w Zdołbunowie, w obwód rówieńskim, Ukraińska SRR) – mołdawski piłkarz, grający na pozycji obrońcy, reprezentant Mołdawii.

## Kariera piłkarska

### Kariera klubowa
Karierę piłkarską rozpoczął w klubie Ciuhur Ocnița. W 1998 zaliczył 6 meczów w zespole Kiroweć Mohylów Podolski, a potem przez 6 sezonów bronił barw Nistru Otaci. Zimą 2005 przeszedł do Metalista Charków. We wrześniu 2005 zmienił klub na Illicziweć Mariupol. W czerwcu 2007 przeniósł się do Karpat Lwów. W końcu sezonu 2007/08 kierownictwo klubu anulowało kontrakt z piłkarzem i w czerwcu 2008 przeszedł do zespołu Olimpik Baku, a od sierpnia 2009 pełnił również funkcje kapitana drużyny.

### Kariera reprezentacyjna
W 2004 zadebiutował w narodowej reprezentacji Mołdawii. Łącznie rozegrał 34 meczów. Obecnie jest kapitanem reprezentacji.